# Becca Longo
Becca Longo ist eine US-amerikanische Footballspielerin, die als erste Frau ein Footballstipendium der National Collegiate Athletic Association für die NCAA Division II erhielt. Sie schrieb sich an der an Adams State University ein. Longo besuchte die Basha High School in Chandler, Arizona, wo sie im zweiten Studienjahr Football zu spielen begann. Im Jahre 2014 spielte sie in der Schulmannschaft von Queen Creek High in Arizona. Später wechselte sie zur Basha High, wo sie gezwungen war, ein Jahr auszusetzen. In ihrem Abschlussjahr sammelte sie 30 Extrapunkte in 33 Versuchen und erzielte ein Field Goal aus eine Distanz von 30 Yards. Sie wurde mit 5 Fuß, 11 Inch und 140 Pfund gelistet.